# Španělské řešení

Španělské řešení

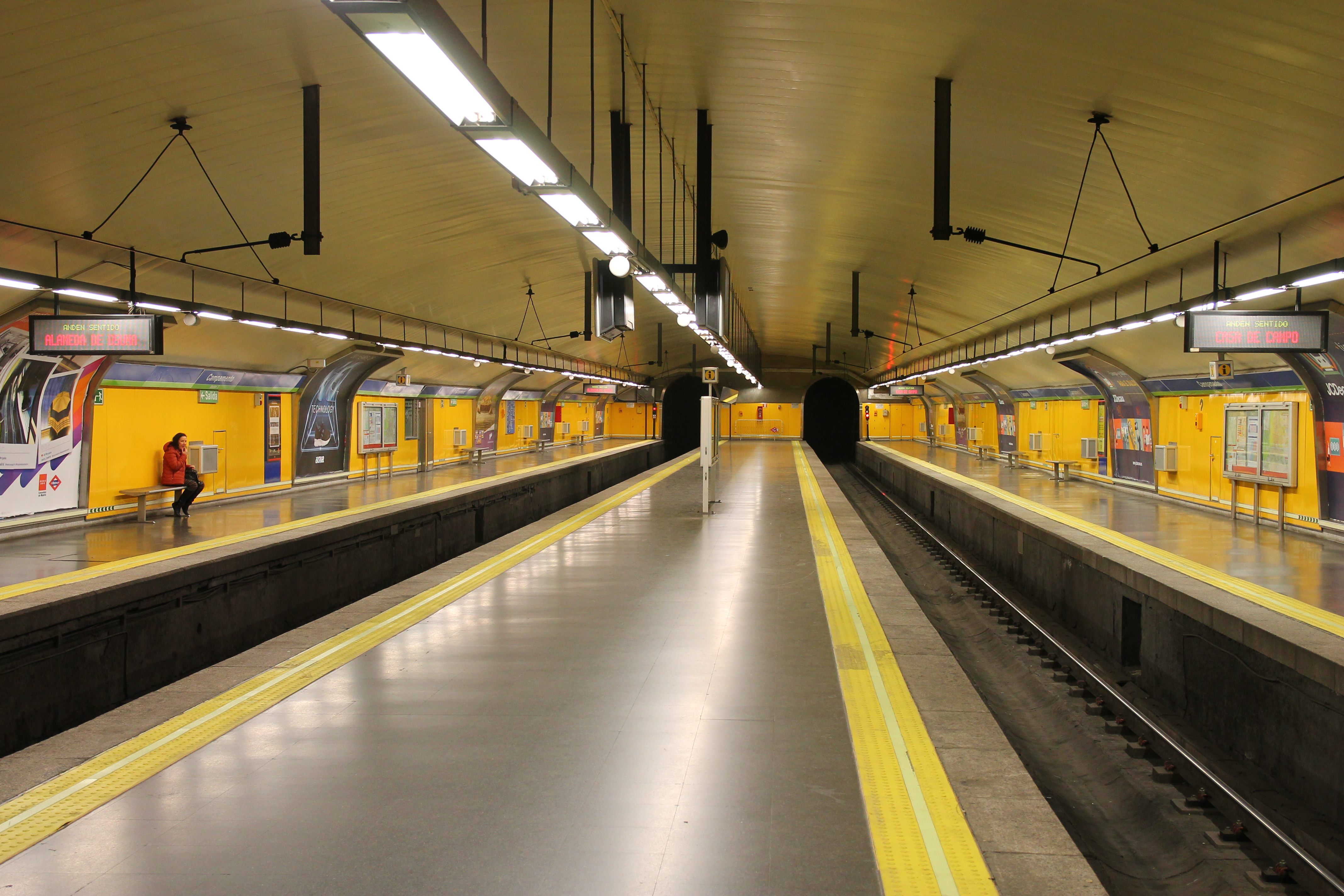
Tři nástupiště ve stanici Campamento linky 5 v Madridu

Španělské řešení je označení pro stanici veřejné dopravy se dvěma nástupišti pro jednu dráhu, stanice tak má celkem tři nástupiště – dvě boční a jedno ostrovní. Toto uspořádání nástupiště umožňuje oddělení proudů cestujících pomocí jednoho nástupiště pouze pro nastupování a druhého pouze pro vystupování. Toto rozdělení se používá u vysokého počtu cestujících.
Jak název napovídá, s tímto uspořádáním se setkáme u španělských podzemních drah – např. v Madridu je tak uspořádáno několik stanic okružní linky 6 (Avenida de América, Manuel Becerra, Sainz de Baranda, Plaza Elíptica, Oporto, Laguna, Pacífico)
a stanice Campamento linky 5.

## Galerie

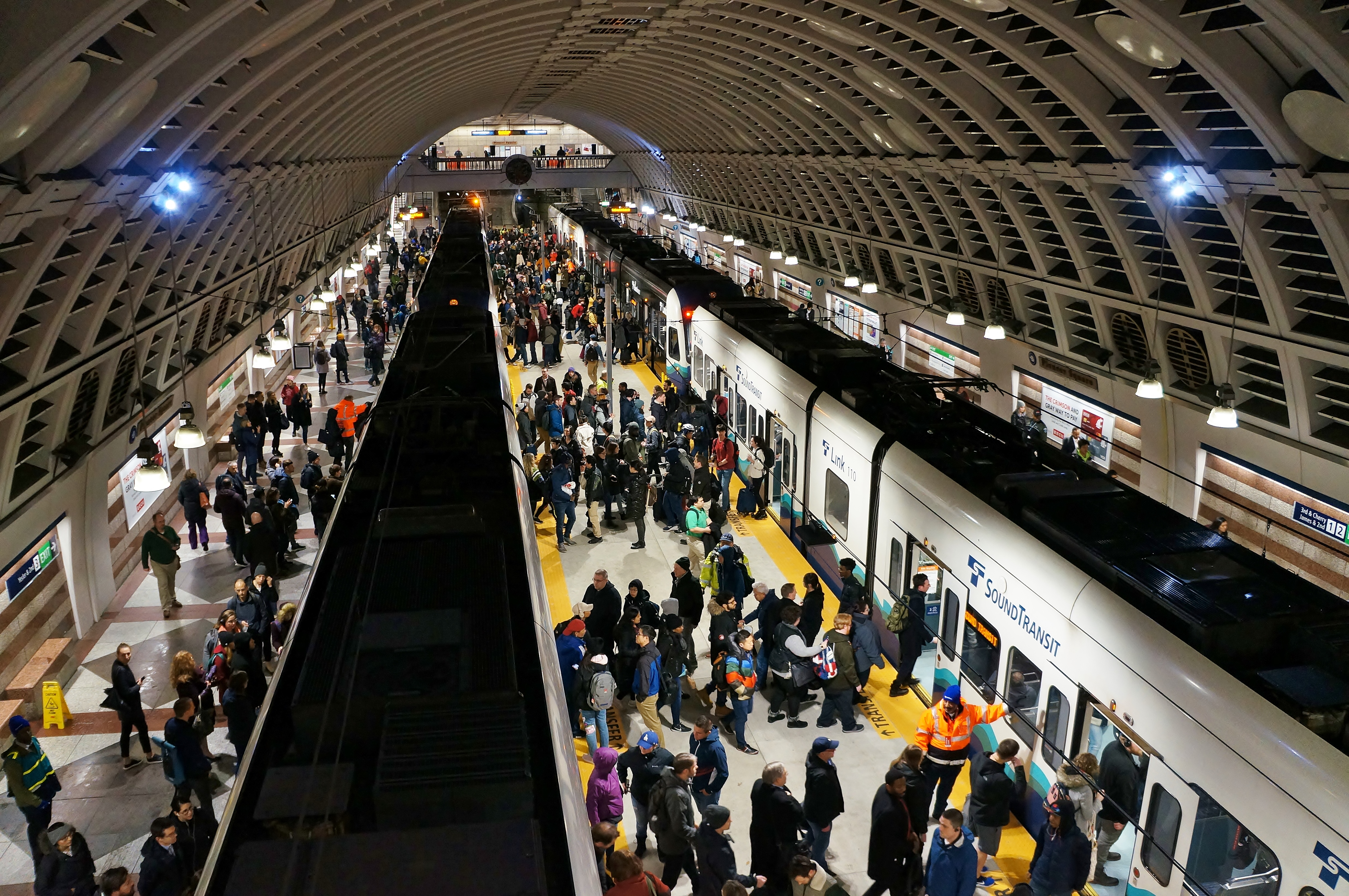
Stanice Pioneer Square v Seattlu
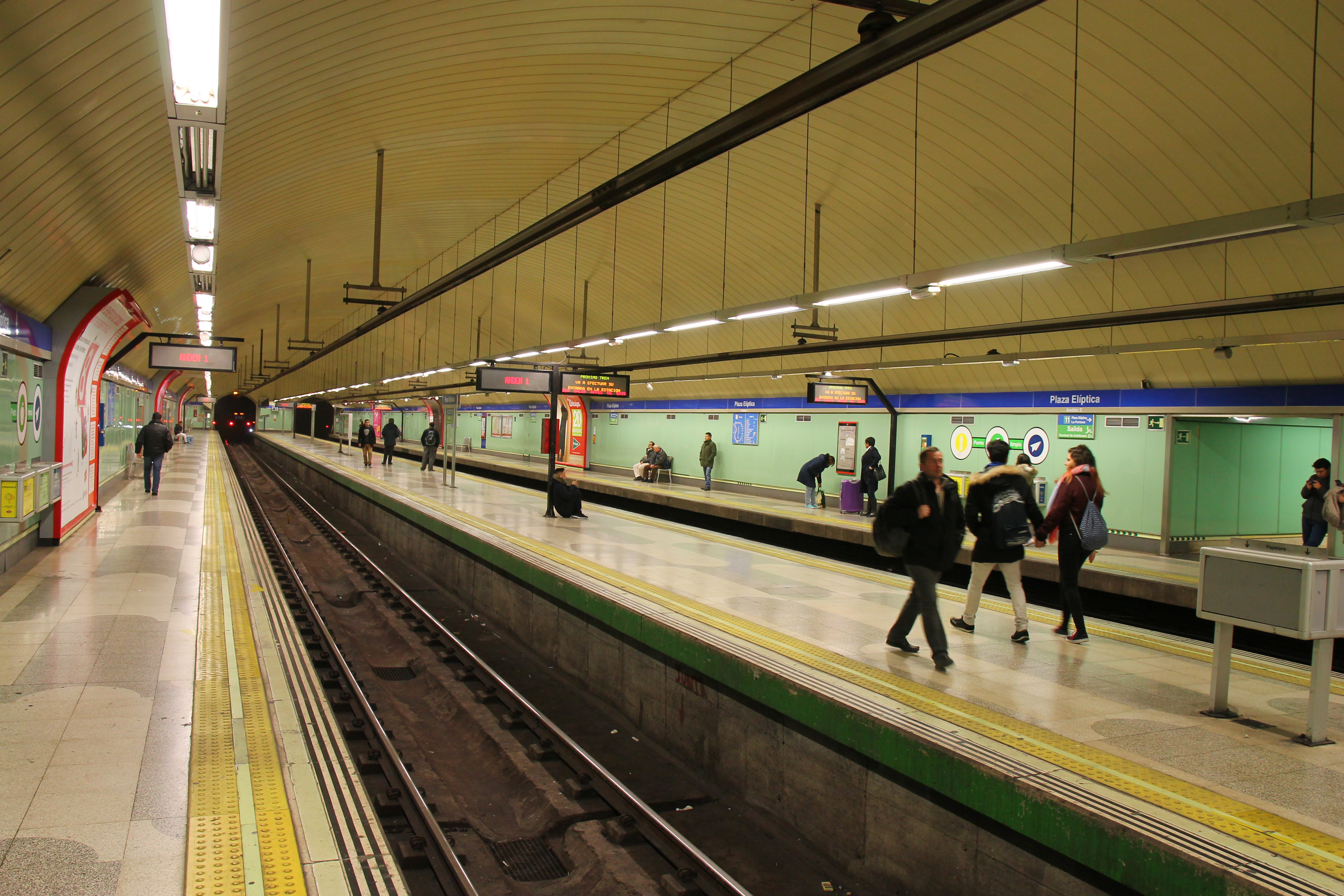
Stanice Plaza Elíptica v Madridu
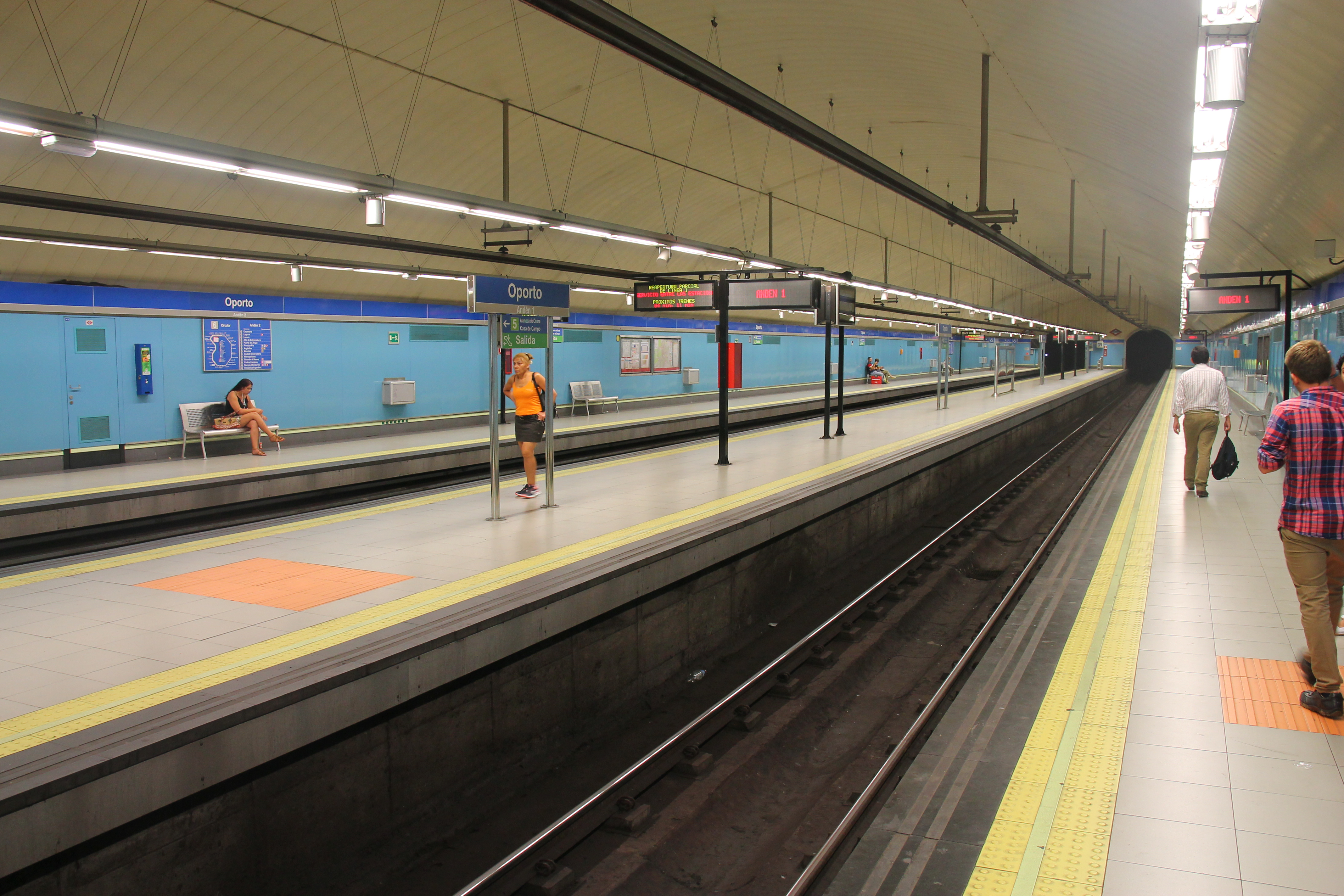
Stanice Oporto v Madridu
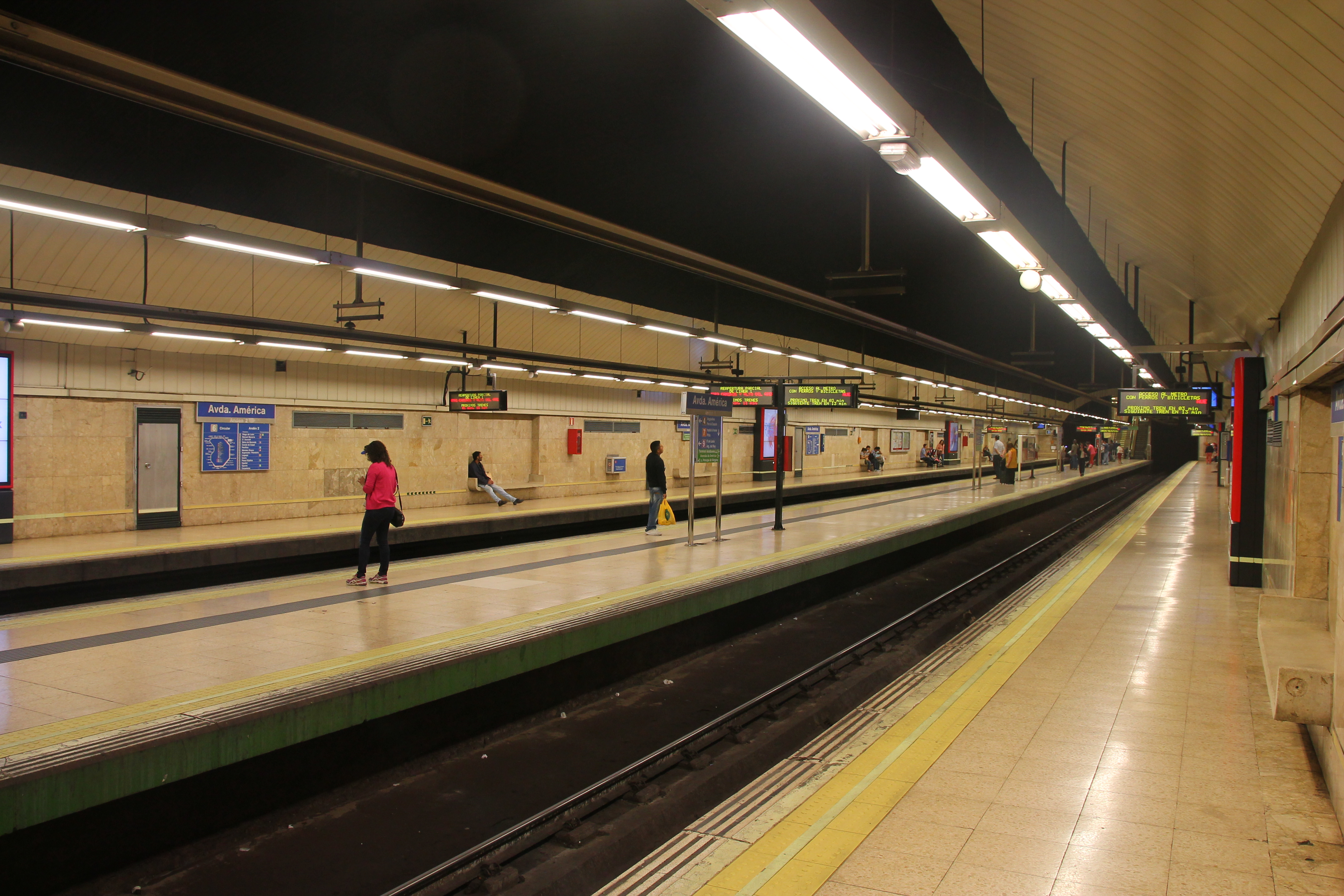
Stanice Avenida de América v Madridu